# Esferulita

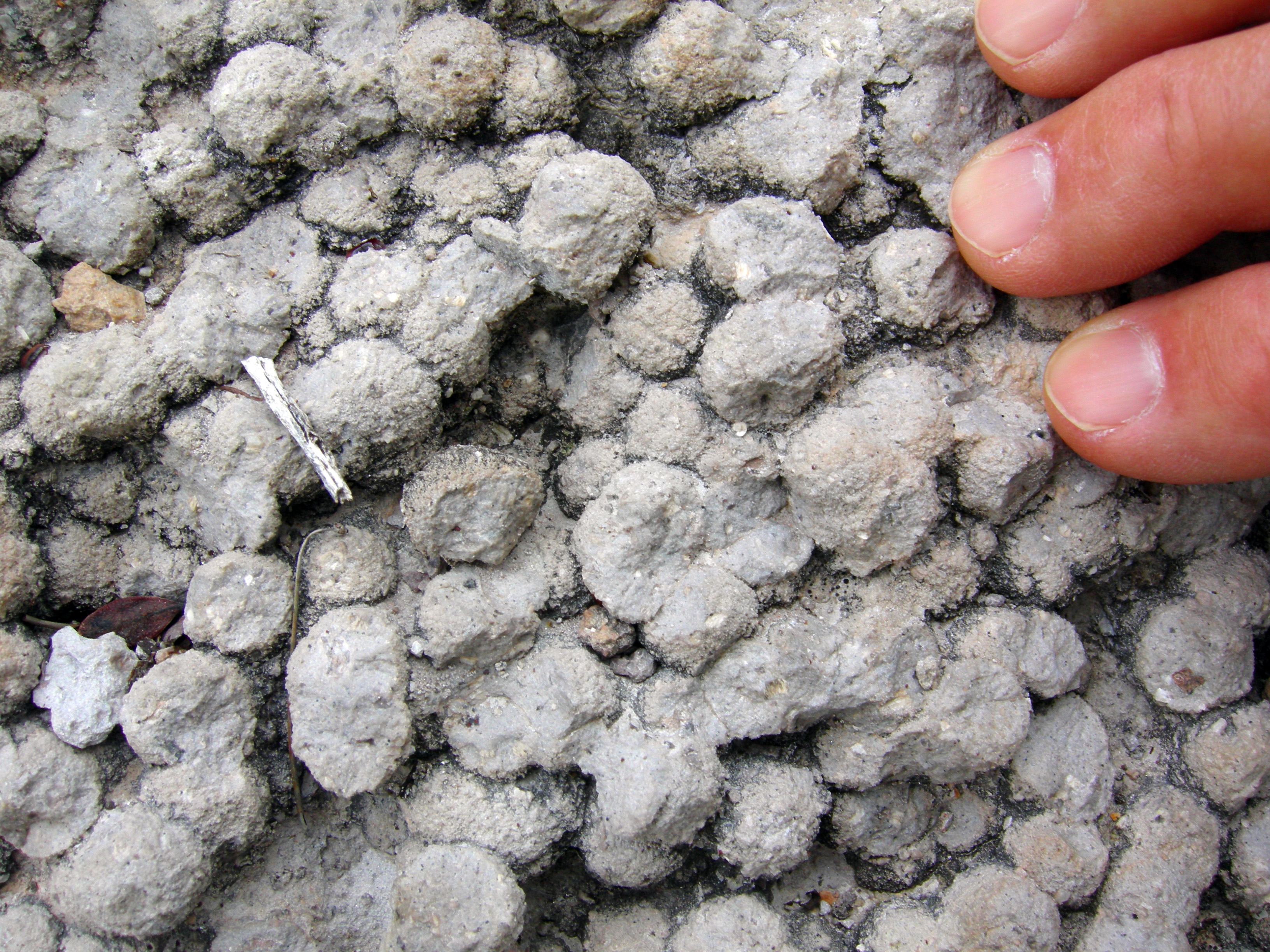
Esferulitas en cenizas riolíticas, Hailstone Trail, Echo Canyon, montañas Chiricahua, Arizona (Estados Unidos).

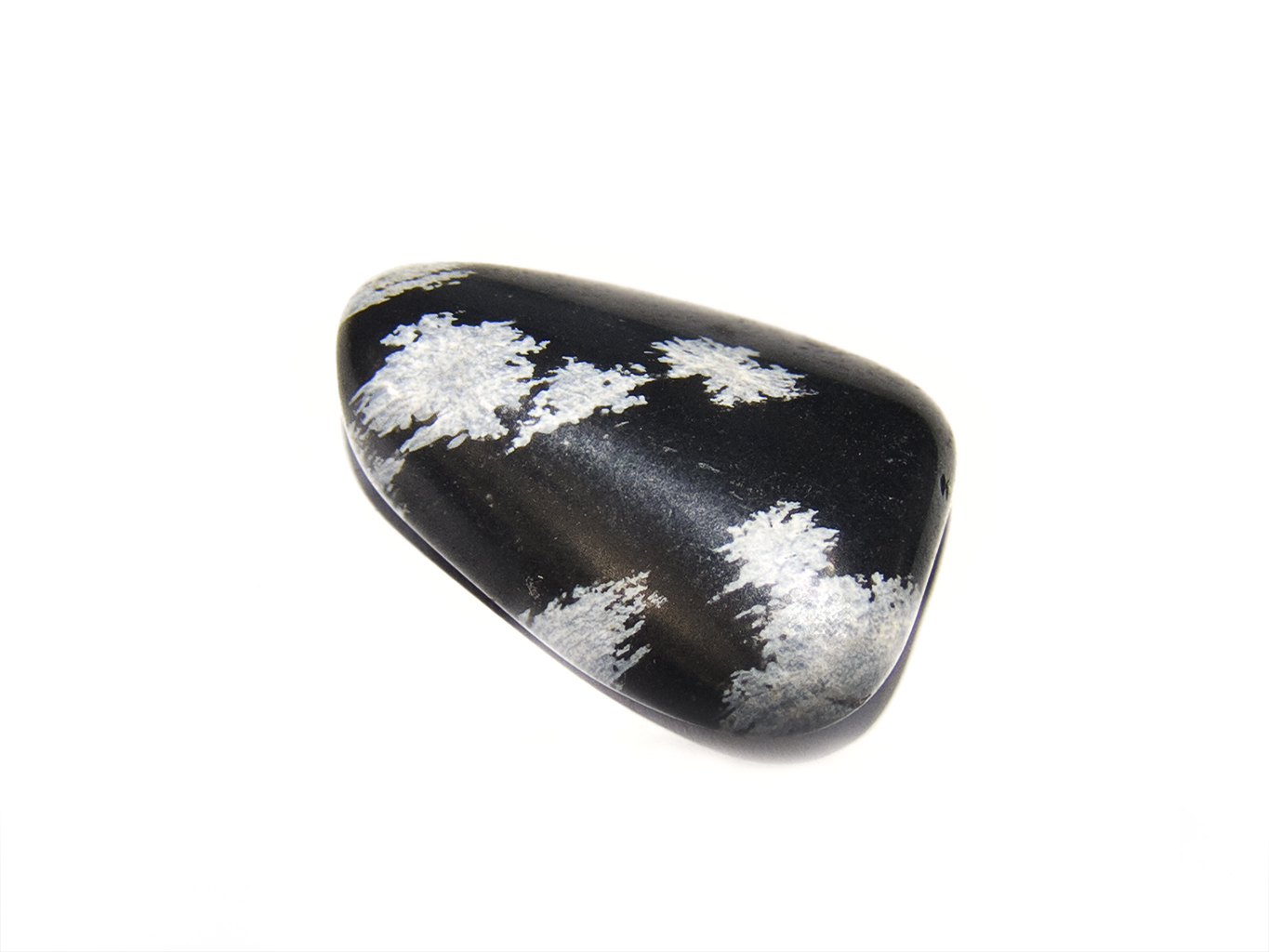
Marcas de esferulita sobre obsidiana copos de nieve.

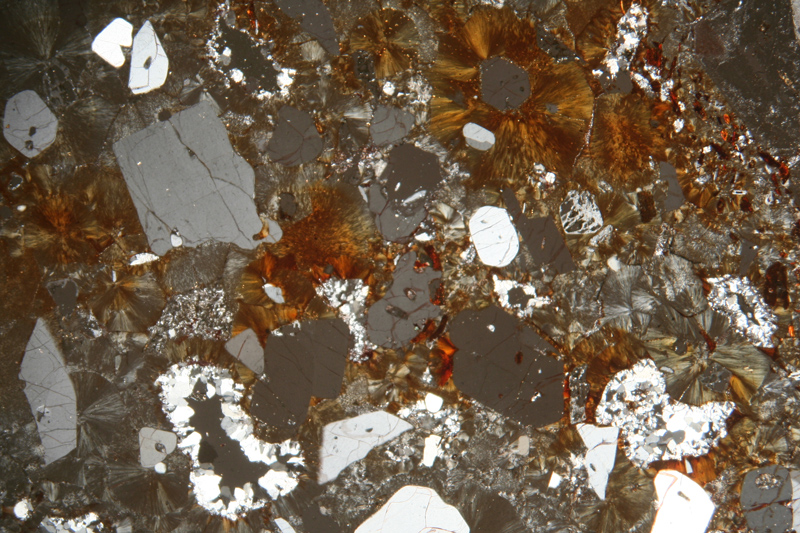
Microfotografía de riolita mostrando textura de esferulita (cristales marrones y de gris a blanco).

En petrología, las esferulitas son cuerpos pequeños y redondeados que se producen, comúnmente, en rocas ígneas vítreas. A menudo son visibles en muestras de obsidiana, resinita (pitchstone, en idioma inglés), y riolita como glóbulos de aproximadamente el tamaño de las semillas de mijo o de un grano de arroz, con un brillo más apagado que el vítreo de la roca base circundante, y cuando se las examina con microscopio demuestran tener una estructura fibrosa radial.
El nombre de axiolitas se da a esferulitas largas, elípticas o en forma de banda.
Ocasionalmente se encuentran esferulitas de muchos centímetros y, más raramente, hasta de dos o tres metros de diámetro. Esas esferulitas, las de más de 20 centímetros de diámetro reciben el nombre de megaesferulitas.

## Estructura
Bajo el microscopio, las esferulitas tienen un contorno circular y se componen de fibras divergentes delgadas que son cristalinas como verifica la luz polarizada. Entre prismas de Nicol cruzados, una cruz de color negro aparece en la esferulita; sus ejes son generalmente perpendiculares entre sí y paralelos al punto de mira; cuando la platina del microscopio se hace girar la cruz permanece constante; entre los brazos negros hay cuatro sectores brillantes. Esto muestra que la esferulita consiste en irradiar, fibras birrefringentes que tienen una extinción recta; los brazos de la cruz negra corresponden a aquellas fibras que se extinguen. El cemento tiene un grano demasiado fino como para determinar directamente qué minerales lo componen utilizando un microscopio de luz visible.

## Ocurrencia
Las esferulitas son más comunes en las rocas vítreas ricas en sílice. A veces componen toda la masa, más generalmente están dentro de una base vítrea o felsítica. Cuando son obsidianas desvitrificadas, las esferulitas son a menudo trazables, a pesar de que pueden estar más o menos completamente recristalizadas o silicificadas. En el centro de una esferulita puede haber un cristal (por ejemplo, de cuarzo o feldespato) o, a veces, una cavidad. De vez en cuando las  esferulitas pueden tener zonas de diferentes colores, y mientras la forma más frecuente es la esférica, también pueden ser de contorno poligonal o irregular. En algunas riolitas de Nueva Zelanda las esferulitas tienen procesos de ramificación con forma de cuerna de ciervo hacia el exterior a través del cristal que rodea la roca. El nombre de axiolitas se da a esferulitas largas, elípticas o en forma de banda.

## Megaesferulitas
Ocasionalmente se encuentran esferulitas de muchos centímetros y, más raramente, hasta de dos o tres metros de diámetro. Esas esferulitas, las de más de 20 centímetros de diámetro reciben el nombre de megaesferulitas. Cerca de Silver Cliff, Colorado (Estados Unidos), hay megaesferulitas cuyo diámetro varía de 0,30 a 4,3 metros que se produjeron dentro de una gruesa capa de riolítica vitrificada. Megaesferulitas tan grandes como 0,91 metros se encuentran dentro de la riolita sobre Steens Mountain, Oregón y otras tan grandes como 1,83 metros de diámetro dentro de tobas cementadas expuestas cerca de Klondyke, Arizona. La muestra más conocida de megaesferulitas son bolas de piedra, que varían en diámetro de 0,61 a 3,35 metros, y se encuentran alrededor de Cerro Piedras Bola en la Sierra de Ameca entre Ahualulco de Mercado y Ameca, Jalisco. Como sucede a menudo con esferulitas considerablemente más pequeñas, estos megaesferulitas fueron liberadas por la erosión de una colada de tobas de ceniza, en la que se formaron originalmente, para crear bolas de piedra natural.